# Lương Bằng, Hưng Yên
Lương Bằng là một xã thuộc tỉnh Hưng Yên, Việt Nam.

## Địa lý
Xã Lương Bằng nằm ở phía bắc tỉnh Hưng Yên, có vị trí địa lý:
- Phía đông giáp xã Hồng Quang và xã Nguyễn Trãi.
- Phía tây giáp xã Hiệp Cường.
- Phía nam giáp xã Hoàng Hoa Thám.
- Phía bắc giáp xã Nghĩa Dân.

## Lịch sử
Ngày 22 tháng 3 năm 2002, Chính phủ ban hành Nghị định 28/2002/NĐ-CP về việc thành lập thị trấn Lương Bằng trên cơ sở toàn bộ diện tích tự nhiên và dân số của xã Lương Bằng.
Thị trấn Lương Bằng có 755 ha diện tích tự nhiên và 9.173 nhân khẩu.
Ngày 16 tháng 6 năm 2025, Ủy ban Thường vụ Quốc hội ban hành Nghị quyết số 1666/NQ-UBTVQH15 về việc sắp xếp các đơn vị hành chính cấp xã của tỉnh Hưng Yên năm 2025. Theo đó, sắp xếp toàn bộ diện tích tự nhiên, quy mô dân số của thị trấn Lương Bằng và các xã Phạm Ngũ Lão, Chính Nghĩa, Diên Hồng thành xã mới có tên gọi là xã Lương Bằng.

## Văn hóa
Đền Đinh Điền: Đền thờ tướng Đinh Điền và phu nhân Phan Thị Môi thuộc xã Lương Bằng huyện Kim Động. Trên đường đi dẹp loạn 12 sứ quân, qua trang Đằng Man, tổng An Tảo, phủ Khoái Châu, trấn Sơn Nam Thượng, Đinh Điền thấy thế đất tựa "Thanh Long, Bạch Hổ chầu về", Đinh Điền liền cho dựng doanh trại và lấy người con gái địa phương tên Phan Thị Môi làm vợ. Đinh Điền cũng chọn 3 người họ Phan, họ Phạm và họ Nguyễn ở trang Đằng Man làm gia tướng.